# Polyvinylklorid

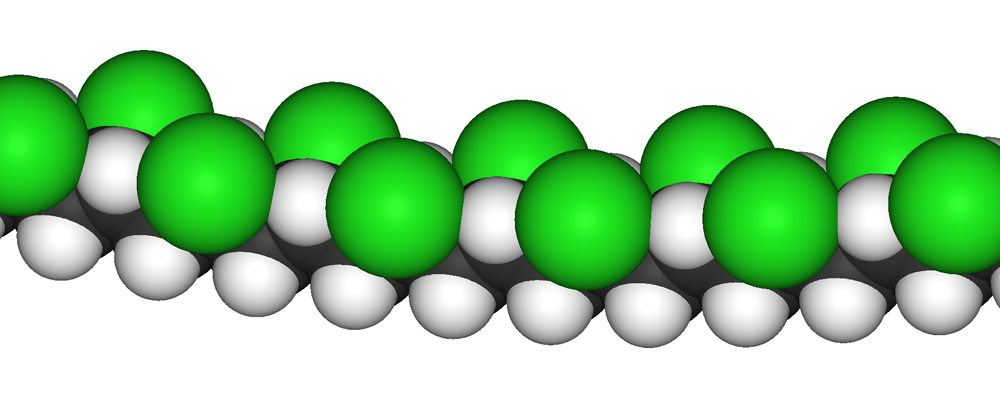
Kalottmodell av polyvinylklorid.

Strukturformel av polyvinylklorid

Polyvinylklorid, förkortat till PVC, är en termoplastisk polymer och den tredje största av de vanligaste plastsorterna, som tillsammans med polyeten (PE), polypropen (PP) och polystyren (PS) kallas volymplaster eller basplaster. Totalt tillverkas cirka 56 miljoner ton PVC per år i världen, vilket motsvarar cirka 15 procent av världens totala plastproduktion (2019). 
PVC tillverkas genom kedjepolymerisation av vinylkloridmolekyler och kan efter användningsområden indelas i två former:
- Styv PVC (PVC-U, "unplasticised", eller r-PVC, "rigid"). Den styva PVC:n används främst inom bygg- och konstruktionssektorn, såsom för profiler till fönster och dörrar och till rör för vatten, avlopp och gas. Den används också till folier för förpackningar och olika typer av kort, till exempel bank- och kreditkort
- Mjuk eller flexibel PVC (PVC-P, ”plasticised”). För att tillverka mjuka eller flexibla PVC-produkter tillsätts mjukgörare till polymeren. PVC får då egenskaper som gör den lämplig för användning till kabelisolering, medicinska slangar och blodpåsar, golvmattor och tapeter, konstläder och presenningar, med flera.

## Upptäckt och historik
Första gången PVC framställdes var 1838 av den franske fysikern och kemisten Henri Victor Regnault. Andra gången var 1872 av den tyske forskaren Eugen Baumann. Vid båda tillfällena bildades polymeren som ett vitt fast pulver inuti flaskor med den nyupptäckta gasen vinylklorid, som hade lämnats och utsatts för solljus.
Men materialet var svårt att bearbeta och ingen såg därför någon kommersiell tillämpning. År 1913 tog den tyske uppfinnaren Friedrich Heinrich August Klatte patent på PVC. Hans metod baserades på att vinylklorid polymeriserades med hjälp av solljus.
Det kommersiella genombrottet skedde i USA när företaget B.F. Goodrich anlitade den industrielle vetenskapsmannen Waldo Semon för att utveckla en syntetisk ersättare för det allt dyrare naturgummit och valet föll på PVC.
Under lågkonjunkturen på 1920-talet upptäckte Waldo Semon att PVC var utmärkt som en vattenfast beläggning för tyger. De första produkterna var alltså folier men även rör för vatten och avlopp (Tyskland). Försäljningen tog snabbt fart med ett snabbt växande produktsortiment. Efterfrågan ökade ytterligare under andra världskriget, när PVC snabbt ersatte traditionella material för att bland annat isolera ledningarna på militära fartyg.
Under 1950-talet började fler företag att tillverka PVC för att möta den ökade efterfrågan runt om i världen. Materialutvecklingen ledde till att PVC fick förbättrad hållfasthet. Detta i kombination med motståndskraft mot ljus, kemikalier och korrosion gjorde att PVC blev ett passande material för byggbranschen.

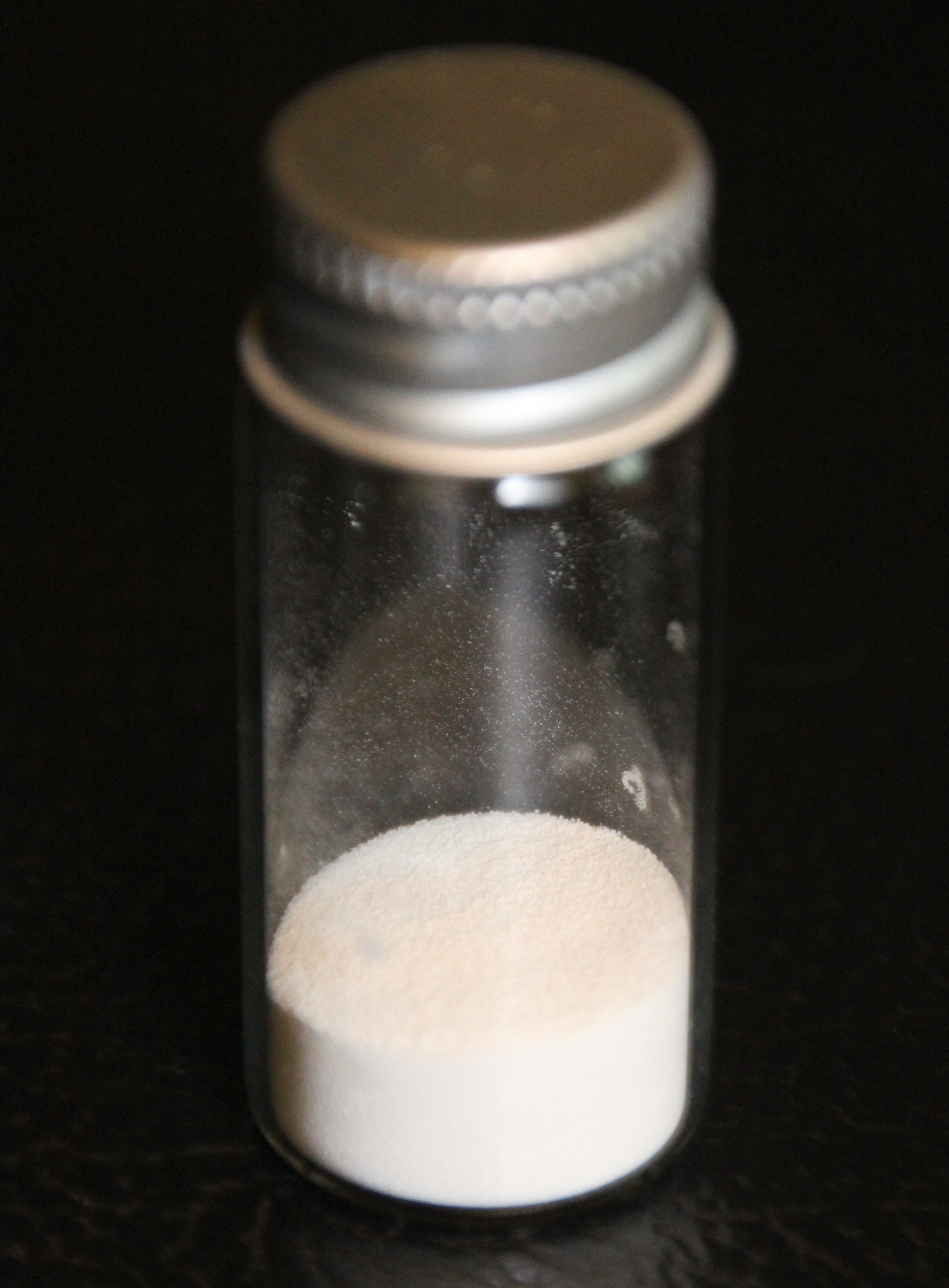
PVC-pulver

Världskonsumtionen av PVC ökade markant under 1960- och 1970-talen, då förbrukningen ungefär sexdubblades. I dag ligger världskonsumtionen kring 50 miljoner ton, varav Europa svarar för cirka 25 procent.
I Sverige hade kabelindustrin redan 1939 börjat pröva PVC som kabelisolering och mantling. Tillverkning av PVC-polymer startades i Sundsvall 1945 av dåvarande Fosfatbolaget och utökades med en ny anläggning i Stenungsund 1967. Den svenska PVC-produktionen är idag koncentrerad till anläggningen i Stenungsund som idag ingår i Europas största PVC-producent INOVYN.

## Egenskaper
PVC är ett vitt pulver som saknar lukt och smak. Smälts pulvret bildar det en styv färglös polymer med densiteten cirka 1400 kg/m³ och med en mjukningstemperatur vid cirka 82°C. Dessutom är PVC en termoplast, en plast som vid uppvärmning blir formbar och som upprepade gånger kan överföras till plastiskt tillstånd, och är därmed (till skillnad från härdplast) återvinningsbar genom omsmältning.
PVC är blandbar med ett flertal tillsatsmedel, såsom mjukningsmedel, fyllmedel och slagseghetstillsatser. På så sätt kan dess slutegenskaper varieras i stor utsträckning och detta i sin tur har medfört att PVC är mångsidig och en av de volymmässigt största polymererna.
Produkter av PVC kan indelas i två huvudgrupper:
- Styv PVC (icke mjukgjord)
- Mjukgjord PVC (flexibel)

En av anledningarna till att man gör denna indelning är att styv och mjukgjord PVC har väsensskilda egenskaper. När man beskriver PVC:s materialegenskaper är det därför viktigt att man skiljer på styv och mjukgjord PVC.
Styv PVC
Styv PVC har bra beständighet mot de flesta kemikalier. Styv PVC har också generellt goda mekaniska egenskaper såsom hög hållfasthet, styvhet och dimensionsstabilitet. Den är dock spröd vid låga temperaturer och har relativt låg mjukningstemperatur. Styv PVC är självslocknande och kan med rätt tillsatsmedel bearbetas till glasklara produkter. Styv PVC har också god slitstyrka.
Mjukgjord PVC
Egenskaperna för mjukgjord PVC kan inte generaliseras eftersom de är helt beroende av mängd och typ av mjukgörare. Hårdheten kan till exempel varieras från helt styv till gummiliknande. Kemikalie- och oljebeständigheten försämras normalt vid mjukgörartillsats, men kan förbättras avsevärt genom tillsats av till exempel polymermjukgörare. Vissa mjukgörare är speciellt lämpliga för lågtemperaturanvändning men samtidigt kan andra egenskaper påverkas.

### Allmänfysikaliska och mekaniska egenskaper
På grund av det höga klorinnehållet har PVC mycket hög densitet. Densiteten sjunker givetvis med tillsats av mjukgörare och slagseghetstillsats och ökar med tillsats av mineraliska fyllmedel. De mekaniska egenskaperna förbättras med ökande molekylvikt (längd på polymerkedjan) och försämras med ökande temperatur. Styv PVC (PVC-U) har mycket goda mekaniska egenskaper med elasticitetsmodul på upp till 3100 MPa. Slagsegheten är god men faller med fallande temperatur liksom för alla plaster. Vid tillsats av slagseghetsbefrämjande additiv erhålls mycket god slagseghet; dock medför detta då sänkning av elasticitetsmodulen.

### Termiska egenskaper
Som alla andra termoplaster mjuknar PVC vid högre temperaturer. Mjukningspunkten ökar något med ökande molekylvikt; däremot sjunker mjukningspunkten med tillsats av flytande additiv. PVC-produkter har normalt en maximal användningstemperatur på cirka 60°C.
Längdutvidgningskoefficienten för styv PVC (PVC-U) är låg.
Liksom de flesta polymerer har PVC goda värmeisoleringsegenskaper, vilket reducerar kondensation och dämpar temperatursvängningar.

### Brandegenskaper
Styv PVC innehåller en hög andel klor, närmare bestämt 56,8 procent, vilket ger PVC mycket goda brandegenskaper. Styva PVC-produkter är därför svåra att antända och är självslocknande. Det krävs till exempel mer än 100°C högre temperatur att antända styv PVC än vad det krävs för att antända trä. Medan man till andra plasttyper ibland tillsätter till exempel klor- och bromhaltiga föreningar för att förbättra brandegenskaperna, behövs inga sådana tillsatser till styv PVC. Vid en fullt utvecklad brand brinner givetvis även styv PVC. Plaster som droppar när de brinner är farliga när det gäller brandspridningen. Sådana plaster är polyolefiner (PE och PP), polystyren (PS) med flera. PVC visar ingen som helst tendens till droppning. Även mjukgjorda PVC-produkter är självslocknande upp till en viss mjukgörarandel. En PVC-blandning som innehåller minst 35 procent klor är självslocknande. PVC är sålunda mindre brännbart än de flesta andra plaster. Den avger dessutom mindre värme och brinner långsammare än de flesta organiska material.

### Elektriska egenskaper
De elektriska egenskaperna är av störst intresse för mjukgjord PVC, såsom för kabelisolering. PVC är en god elektrisk isolator, men på grund av dess polära natur är de elektriska egenskaperna sämre än för icke-polära polymerer som polyeten och polypropen. Därför passar PVC bäst för medium- och lågspänningsapplikationer.
Förlustfaktorn är på grund av molekylens polaritet hög, vilket utnyttjas vid så kallad högfrekvenssvetsning av PVC-produkter.

### Kemiska egenskaper
Styv PVC har mycket god kemikaliebeständighet och har därför funnit stor användning i bland annat kemiska fabriker.
Vid temperaturer upp till 60°C är styv PVC resistent mot de flesta oorganiska vätskor inklusive moderat koncentrerade syror samt alkali och icke-oxiderande saltlösningar i alla koncentrationer. Den angrips däremot av starkt oxiderande ämnen, som till exempel rykande svavelsyra och salpetersyra.
Styv PVC är resistent mot väteperoxid och även koncentrerade lösningar av kaliumpermanganat. Torr klorgas angriper inte styv PVC, men den kan angripas vid högre temperaturer om gasen är fuktig. Brom och fluor angriper däremot styv PVC även vid rumstemperatur. Styv PVC är resistent mot oljor, fett, alkoholer och bensin. Den angrips däremot av aromatiska och klorerade lösningsmedel samt ketoner, estrar och cykliska etrar, aminer och nitroföreningar.
Mjukgjord PVC har inte lika god kemikaliebeständighet som styv PVC. Kemikaliebeständigheten kan förbättras avsevärt genom användning av polymera mjukgörare. PVC har därför funnit stor användning i oljebeständig kabel med mera.

### Väderbeständighet
UV-ljus och temperatur anses vara de faktorer som svarar för den huvudsakliga nedbrytningen vid utomhusåldring av plast. I likhet med andra plaster bryts PVC ned av solljus. Den fotokemiska nedbrytningen accelereras vid höjd temperatur.
Både styv och mjuk PVC har med väl vald receptuppbyggnad utmärkt väderbeständighet. Fönsterbågar av styv PVC har en livslängd på minst 30 år utan något underhåll, och mjukgjorda PVC-produkter som takfolier, fendrar och presenningar klarar minst 15 år i skandinaviskt klimat.
| Egenskap                                            | Enhet      | Styv PVC  | Slagseg PVC | Mjukgjord PVC (40% mjukgörare) |
| Densitet                                            | kg/m3      | 1380-1420 | 1350-1400   | 1350-1700                      |
| Längdutvidgningskoefficient                         | 10-6/K     | 70-80     | 50-100      | 50-200                         |
| Värmeledningsförmåga                                | 10-3W/m K  | 1,9       | 2,5         | 1,3-1,6                        |
| Värmekapacitivitet                                  | kJ/kg K    | 0,92-1,01 | 0,90-1,20   | 1,26-2,01                      |
| Vattenabsorption ASTM D 570                         | %          | 0,1       | 0,1-0,4     | 0,1-0,4                        |
| Hårdhet Shore ISO 2039-2                            | -          | 83-84(D)  |             | 60-90(A)                       |
| Slaghållfasthet DIN53455                            | MPa        | 50-75     | 40-50       | 10-25                          |
| Brottöjning DIN 53455                               | %          | 10-50     | 30-100      | 150-400                        |
| Böjhållfasthet DIN 53452                            | MPa        | 70-90     | 70-80       | Ej bestämbar                   |
| Elasticitetsmodul DIN 53457                         | GPa        | 2,7       | 2,0-2,6     | Ej bestämbar                   |
| Skårslaghållfasthet DIN 53453, +20°C                | KJ/m2      | 2-5       | 5-20        | Inget brott                    |
| Vicat-mjukningspunkt ISO 306                        | °C         | 75-82     | 73-82       | Ej bestämbar                   |
| Nedböjningstemp. ISO 75                             | °C         | 70-82     | 65-82       | Ej bestämbar                   |
| Volymresistivitet ASTM D 257, +23°C                 | Ω m        | >1014     | >1013       | 109-1013                       |
| Dielektricitetskonstant ASTM D 150, 1 MHz och +23°C |            | 2,80-3,10 | 2,80-3,10   | 3,30-4,50                      |
| Förlustfaktor ASTM D 150 ,1MHz och +23°C            | tan ∂ 10-4 | 60-190    | 60-190      | 40-1400                        |
| Genomslagsspänning. Korttidsprov ASTM D 149, +23°C  | MV/m       | 14-20     | 14-20       | 12-16                          |
| Självantändningstemperatur                          | °C         | 450       | 450         |                                |
| Flamantändningstemperatur                           | °C         | 390       | 390         |                                |
| Oxygenindex                                         | %          | 50        | 45          | 25-35                          |
| Flambarhetstemperatur                               | °C         | >400      | >400        | 200-400                        |
| Förbränningsvärme (NBS Cone Calorimeter)            | MJ/kg      | 20        | 20-25       | 20-30                          |
| Max värmeutveckling (NBS Cone Calorimeter)          | kW/m2      | 90-110    | 100-150     | 200                            |
| Rökparameter (NBS Cone Calorimeter)                 | kW kg 10-5 | 0,4       |             |                                |

## Användningsområden
En av fördelarna med PVC är den goda beständigheten. Därför används PVC främst för långlivade produkter. PVC är en av de mest använda plasterna i världen och förekommer inom en rad områden såsom byggsektorn, sjukvården, transport och elektronik. Exempel på nya användningsområden är kärnmaterial i vingarna på vindkraftverk. PVC har unika egenskaper. Det gör att materialet kan användas inom vitt skilda användningsområden, från extremt mjuka produkter som slangar och blodpåsar inom sjukvården till hårda produkter som vatten- och avloppsrör.
Plasten PVC började användas redan på 1930-talet. Flera av produkterna tillverkade på den tiden är fortfarande i bruk, till exempel PVC-rör och PVC-kablar.

### Profiler
Ungefär 35 procent av Europas PVC-användning går till produktion av profiler. Detta utgörs främst av fönsterprofiler, som är det dominerande fönstermaterialet i Centraleuropa och Nordamerika, men har en betydligt mindre marknadsandel i Norden på cirka 10 procent. Andra exempel på PVC-profiler är fasad-profiler (”sidings”), golv-och taklister, dörrfoder, hängrännor och stuprör. I takt med utbyggnad av vindkraft har styva PVC-skum kommit till omfattande användning som kärnmaterial i vingarna på vindkraftverk. Samma produkttyp använd också i extrema båtskrov och i flyg- och tågchassin.

### Rör och rördelar
Rör och rördelar för dricksvatten, avlopp och dränering förväntas ha en livslängd på minst 100 år. Inom detta användningsområde passar därför produkter av PVC med sin goda hållbarhet och långa livslängd utan degradering. PVC-rör används också för kabelskydd i mark och i innerväggar (PV-slang), för gas-distribution och i olika industriella applikationer. Totalt utgör rör- och rördelar cirka 23 procent av PVC-användningen i Europa.

### Film och folier
PVC-folier har många användningsområden. Mjukgjorda folier kan användas till vattensängsmadrasser, simkuddar  med mera, medan styva folier förekommer som kredit- och id-kort, faner-folier till köksluckor och möbler och till portionsförpackade mediciner (blisterförpackning). Detta utgör cirka 17 procent av PVC-användningen.

### Kabel
Cirka 8 procent av all PVC i Europa går till kabelanvändning, dels som isolering, dels som mantel (ytterhölje) där de goda brandegenskaperna är en stor fördel. PVC används främst för låg- och mellanspänning i infrastruktur- och byggsektorerna. Detta är en minskande marknad för PVC, som ersätts med så kallade halogenfria material, medan PVC är dominerande inom bilindustrin.

### Golv
Golv av PVC används i många olika byggnadstyper, till exempel bostäder men främst i offentliga lokaler som kontor, skolor och sjukhus. PVC-golv konstrueras antingen av ett homogent, kompakt PVC-skikt eller byggs upp av ett antal olika plastskikt med ett slitstarkt transparent slitskikt på toppen. PVC-golv är slitstarka, utgör en god fuktspärr, relativt enkla att hålla rena och är lämpliga för sterila utrymmen som i operationssalar. Flexibla PVC-golv har länge varit dominerande men de senaste 10 åren har styvare, så kallade LVT-golv vuxit kraftigt. Dessa planklika golv utgör idag cirka 10 procent av PVC-golvmarknaden. Cirka 5 procent av den totala PVC-marknaden utgörs av golv.

### Belagd väv
Med hjälp av bestrykning görs mycket olika material: regnkläder, presenningar, takmembran, borddukar med mera. Ett viktigt område för PVC-användning är konstläder. Materialet används till bilklädsel, skor, väskor, möbelklädsel med mera. Genom den speciella produktionsprocessen får man en skinnliknande yta. Under denna yta finns ett skumlager som ger materialet mjukhet, medan bäraren ger rivhållfasthet.

### Medicinskt
Plast är ett viktigt konstruktionsmaterial för medicinska produkter. Cirka 40 procent av dessa består av PVC. De viktigaste produkterna är behållare för blod, urin, stomi, flytande mediciner eller näringslösning, slangar för att ta och ge blod, katetrar, hjärt-lungmaskiner, dialys med mera. PVC har använts för detta ändamål i över 50 år på grund av sin transparens, låga vikt, mjukhet, rivstyrka, kinkmotstånd, möjlighet att sterilisera och sin biokompatibilitet. Andra produkter av PVC är handskar och förkläden för engångsbruk, madrassfolier och golv i operationssalar och duschutrymmen. Den totala användningen utgör dock mindre än 1 procent av den totala PVC-förbrukningen.

### Bilindustrin
Allt eftersom biltillverkarna har sökt efter lättare material har fler och fler detaljer i bilen blivit tillverkade i plast. Detta har gjort att PVC och andra plaster har kommit att användas i olika delar av bilen. PVC används till kabel, beklädnad av dörrsidor, stolpar, instrumentbrädor och för rostskyddsmassor.

### Övrigt

#### Handskar
En mängd olika handskar görs idag av PVC: vävburna handskar till olje- och fiskeindustrin, hushållshandskar och medicinhandskar. Alla typer av handskar doppas vid tillverkningen.

#### Bojar, fendrar och leksaker
Genom rotationsgjutning tillverkas bojar, fendrar och vissa leksaker, till exempel dockhuvuden, och även en del proteser.

## Tillverkning
Polyvinylklorid tillverkas genom kedjepolymerisation, så kallad friradikalpolymerisation, av monomeren vinylklorid.
Traditionellt talar man om tre olika polymerisationsförfaranden. Oavsett polymerisationsmetod får man huvudsakligen ataktiska polymerkedjor, men den kristallina andelen av kedjorna, som utgör cirka 10 procent, är av syndiotaktisk karaktär.
Omkring 80 procent av all PVC tillverkas med suspensionspolymerisation (S-PVC), cirka 12 procent med emulsions-polymerisation (E-PVC eller P-PVC) och cirka 8 procent med mass-polymerisation (M-PVC).

### S-PVC
Polymerisationen sker i en reaktor, en så kallad autoklav, vanligtvis med en storlek av 30–150 m³. Vinylklorid och vatten tappas in i reaktorn tillsammans med initiator och skyddskolloid. Genom intensiv omrörning bildas en suspension av mycket små vinylkloriddroppar i vattenfasen och skyddskolloiden förhindrar att dessa droppar slås samman till större aggregat. Reaktionen startas av initiatorn, vanligen en organiska peroxid, som lösts i vinylkloriddropparna. Reaktionen är exoterm och kräver därför kylning till en definierad reaktionstemperatur som också då avgör vilken längd man får på polymerkedjorna. Efterhand som polymerkedjorna växer inne i monomerdropparna faller dessa ut som fast PVC och polymerisationen fortgår sedan i dessa lösningsmedelssvällda partiklar. En polymerkedja av PVC innehåller normalt cirka 1000–1500 monomerenheter, vilket motsvarar en molekylvikt på 62000–94000.
När reaktionen har klingat av har man fått en slurry av ett vitt poröst PVC-pulver uppslammat i vatten. Denna slurry avgasas och strippas för att avlägsna oreagerad vinylklorid, som återvinns. Polymeren centrifugeras därefter för att avlägsna merparten av vattnet, varefter den torkas ytterligare i varmluftsbädd för att nå ett vatteninnehåll under 0,3 procent. Slutligen siktas PVC-pulvret för att avlägsna eventuella flagor och stora partiklar.
Vid suspensions-polymerisation får man pulverpartiklar med en storlek av cirka 100–180 µm.

### E-PVC
Den tidigaste tillverkningsmetodiken var emulsionspolymerisation (första gången 1929). E-PVC tillverkning är i många stycken mycket lik S-PVC tekniken men skiljer sig på några väsentliga punkter.
Vinylklorid och vatten tappas in i reaktorn tillsammans med initiator och emulgatorer. Genom intensiv omrörning och med hjälp av emulgatorerna bildas en emulsion av vinylkloriddroppar i vattenfasen. Reaktionen startas av initiatorn, en vattenlöslig peroxid, när temperaturen ökas. De där bildade mycket små primärpartiklarna, cirka 1–5 µm, avgasas och strippas genom undertryck och den återstående vinylkloriden återvinns. Emulsionen av PVC-partiklar torkas genom att små vätskepartiklar skapas med spridarskiva eller dysa och vätskan förångas av varmluft, varefter ett kvarn-vindsiktsystem maler och avskiljer alltför grova partiklar. Denna torkmetodik innebär att de tillsatta emulgatorerna blir kvar i PVC-partiklarna.
Vid emulsions-polymerisation fås vanligtvis partikelstorlek av cirka 5–50 µm.

### M-PVC
Vid masspolymerisation sker polymerisationen direkt i flytande vinylklorid tillsammans med en däri upplöst initiator. Även i denna process avgasas och strippas PVC-pulvret för att återvinna oreagerad vinylklorid. M-PVC har en tydligt högre renhet jämfört med S-PVC och E-PVC och lämpar sig därför speciellt för transparenta produkter med hög klarhet.
Partikelstorleken är mycket lik den för S-PVC, det vill säga cirka 100–150 µm.

## Tillsatser eller additiv
PVC är på grund av sin polära karaktär lätt blandbar med ett stort antal additiver. Det gör att  egenskaperna kan varieras  i mycket stor utsträckning. Detta i kombination med att PVC kan bearbetas med många olika bearbetningsmetoder gör att PVC är den plast som har funnit störst variation i användningsområden. Genom genomtänkta val av additivkombinationer kan PVC omvandlas till produkter som spänner över ett stort register av egenskaper.
Egenskaper som kan justeras för att passa de olika användningarna är t.ex.:
- Hårdhet - Mjukhet
- Styvhet - Flexibilitet
- Täckt - Transparent
- Slagseghet
- Elektriska egenskaper
- Brandegenskaper
- Processegenskaper
- Densitet
- Formbeständighet
- Kostnad

Tillsatserna man använder för att uppnå de önskade egenskaperna är t.ex.:
- Termostabilisatorer
- Smörjmedel
- Mjukgörare
- Slagseghetskomponenter
- Processhjälpmedel
- Fyllmedel
- Brand- och rökdämpare
- Blåsmedel
- Pigment

### Termostabilisatorer
Av alla de nämnda additiverna ovan är det i princip endast termostabilisator som alltid måste användas oavsett applikation. Detta beror på att "ren" PVC inte är stabil vid de temperaturer som den bearbetas vid. Om ostabiliserad PVC bearbetas så spaltas väteklorid (HCl) av från polymerkedjan och polymeren missfärgas eller till och med blir helt svart och hållfastheten försämras.
Det finns en mängd olika ämnen och ämneskombinationer som kan användas eller har använts som termostabilisatorer vid PVC-bearbetning för att förhindra denna nedbrytning. En del av dessa är inte längre i bruk och har fasats ut på grund av ämnenas negativa miljö- och hälsomässiga egenskaper. Läs mer om detta i kapitlet om ”Hälsa och miljö”.
Dagens termostabilisatorer hämtas ur följande grupper:
- Kombinerade metallstabilisatorer  Vanligen stearater och karboxylater av Ca/Zn, Ba/Zn, Ca/Mg/Zn, Ca/Al/Zn som alla också kan kombineras med hydrotalcit (Magnesium-Aluminium-Hydroxykarbonat)  Dessa typer av stabilisatorer dominerar idag, har ca 80 procent av den europeiska marknaden och används inom de flesta bearbetnings- och applikationsområden.
- Organiska tennstabilisatorer  Baserade på merkaptider eller karboxylater.  Denna grupp som har omkring 8 procent av marknaden används mest för styva, genomskinliga produkter.
- Organiskt baserade stabilisatorer (OBS)  Detta är en grupp stabilisatorer som introducerades i mitten av 00-talet och som sedan dess har vuxit kraftigt, främst för styva produkter såsom rör.
- Co-stabilisatorer  Synergistiska med andra stabilisatorer och kan vara polyoler, organiska fosfiter, epoxiestrar eller epoxiderade oljor

### Smörjmedel
Smörjmedel skall dels styra friktionen mellan PVC-kornen och dels reglera vidhäftningen mot varma metallytor,  under nedsmältningen och processen till färdig produkt
Det finns ett stort antal olika ämnen som kan användas som smörjmedel för PVC. Dessa klassificeras på en skala från fullt blandbara med PVC till helt oblandbara med PVC. De blandbara, eller lösliga, fungerar främst för att styra friktionen, medan de oblandbara, eller olösliga, fungerar som smörjning på varma metallytor. Däremellan finns produkter med kombinerad effekt
Från att tidigare ha tillsatts som ett separat additiv i PVC-recepturer har utvecklingen de senaste decennierna allt mer gått mot att smörjmedel och termostabilisatorer säljs och tillsätts som en produkt, ett gemensamt additiv.

### Mjukgörare
En mjukgörare kan definieras som ett ämne som blandas in i en termoplast eller en elastomer för att förbättra flexibiliteten eller processegenskaperna. Utan mjukgörare är PVC ett styvt material som används till exempelvis avloppsrör och fönsterprofiler. Elsladdar och golv är exempel på produkter där mjukgjord PVC används. Mjukgörarna är en stor grupp oljeliknande, färg- och luktfria kemikalier, samt några få fasta elastomerer.
Det finns en rad olika mjukgörare som kan användas i PVC. Vanligast är gruppen ftalater (olika ftalatestrar), som står för ca 50 procent av den europeiska marknaden, sedan kommer tereftalater, ca 15 procent, och cyklohexanoater, omkring 8 procent av marknaden. Andra sorters mjukgörare är adipater och azelater, som används i lågtemperaturapplikationer, och trimellitater som används vid högtemperaturapplikationer. Fosforsyraestrar används för kombinerad mjukgörande och flamskyddande effekt i till exempel golv, belagd väv och folie. Det finns också polymera mjukgörare som består av molekyler som är mycket större än de andra grupperna. De uppvisar särskilt god motståndskraft mot migration till fettfaser, vilket gjort att de till stor del används i livsmedelsförpackningar.
Skillnaderna är stora mellan olika ftalaters miljö- och hälsoeffekter. Det visar de omfattande riskbedömningar som gjorts inom EU. Därför skiljer man idag på ftalater med hög molekylvikt (större molekyler), och de med lägre molekylvikt. De högmolekylära ftalaterna, är bedömda att varken vara hälso- eller miljöfarliga och dagens användning innebär inte heller någon risk. Användningen av lågmolekylära ftalater är idag reducerad till någon enstaka procent från att tidigare ha varit den helt dominerande mjukgörargruppen. Läs mer om detta i kapitlet om ”Hälsa och miljö”.

### Slagseghetskomponenter
PVC har, liksom många andra termoplaster, svag slagtålighet vid låga temperaturer. Genom tillsats av en slagseghetskomponent kan detta väsentligt förbättras.
Det är i huvudsak inblandning av elastomerer som används, till exempel metakrylat-butadien-styren (MBS), akrylnitril-buadien-styren (ABS) eller etyl-vinyl-acetat (EVA).

### Processhjälpmedel
Processhjälpmedel kan användas för att påskynda nedsmältningen och ge polymersmältan förbättrad viskositet.
Dessa ämnen är oftast PMMA-estrar (poly-metyl-met-akrylat) med hög molekylvikt, d.v.s. mycket stora molekyler

### Fyllmedel
Fyllmedel, eller närmare bestämt mineraliska fyllmedel är en ämnesgrupp som tillsätts främst för att sänka priset, men den kan också ge både process- och produktfördelar. T.ex. positiv effekt på slagseghet, minskad vidhäftning till metallytor, ökad styvhet och dimensionsstabilitet samt minskad krymp.
De mest använda grupperna är:
- Kalcium-karbonat (kalksten, marmor)
- Kalcium-Magnesium-karbonat (dolomit)
- Kaolin (mestadels aluminium-silikat)
- Talk

### Brand- och rökdämpare
PVC är mindre brännbart än de flesta andra plaster. Den avger dessutom mindre värme och brinner långsammare än de flesta organiska material. Detta beror på polymerens innehåll av klor. I de flesta fall finns det litet behov av brand eller rökdämpare för PVC-produkter. Eftersom mjukgörare är brännbara kan det i mycket mjuka/flexibla produkter med speciella användningsområden finnas behov att höja brandsäkerheten.
Använda ämnen kan vara
- Aluminiumtrihydrat
- Antimontrioxid
- Fosfatmjukgörare
- Zinkborat
- Molybdentrioxid

### Blåsmedel
Definitionen på ett kemiskt blåsmedel är ett ämne som genom en kemisk reaktion utvecklar en gas som ger en skumstruktur i en plastsmälta. I huvudsak sker nämnda reaktion vid hög temperatur genom termisk spaltning.
De vanligaste blåsmedlen är azodikarbonamid och bikarbonat.

### Pigment
PVC är att materialet som kan färgas nästan obegränsat i alla färger och nyanser. Infärgning sker under bearbetningen, och plasten blir således genomfärgad. Både organiska och oorganiska pigment används.

## Hälsa och miljö

### Vinylklorid
Vinylklorid, förkortat VCM, är huvudråvaran vid tillverkning av PVC.
På tidigt 1970-tal upptäckte man i USA att långvarig exponering för höga koncentrationer av vinyklorid-monomer kunde innebära utveckling av en ovanlig typ av levercancer, angiosarcom. Fall konstaterades sedermera också i flera europeiska länder. I Sverige har det konstaterats totalt sex fall av denna cancertyp, alla för personer som arbetade med PVC-tillverkning under 1950- och 60-talet. Upptäckten föranledde utveckling av teknik för att avlägsna rest-monomer i PVC-pulvret och införandet av stränga arbetsmiljökrav för VCM-innehåll i arbetsmiljön och i slutprodukten, liksom för utsläpp till recipienter. 1978 infördes gränsvärden för exponering i arbetsmiljön (idag är det 1 ppm) . Inga nya cancerfall har konstaterats sedan införandet. VCM som kommer ut i den yttre miljön är inget problem i detta avseende då VCM-molekylen är instabil och bryts ned av dagsljus på ett par timmar. VCM som en gång polymeriserats till PVC kan aldrig återskapas. 

### Tungmetaller
Tidigare användes tungmetaller som bly och kadmium i stabilisatorer. Kadmium förbjöds i Sverige som tillsats redan i början av 1980-talet och bly har den svenska branschen inte använt sedan 2002.
Kadmiumstabilisatorer var förr vanligt i styva PVC-produkter men förbjöds i Sverige redan 1982. Inom EU fortsatte användningen ändå fram till år 2000, hos vissa tillverkare, då profiler inte omfattades av förbudet i EU-direktivet som kom 1991. Dock minskade användningen av kadmium kraftigt mellan 1992 och 1998. Kadmium fasades helt ut senast 2001 på frivillig väg genom industrins Voluntary Commitment of 2000 (VinylPlus, 2001). Från år 2012 begränsar Reach användningen av kadmium i PVC till <0.01 vikt-% (Reach, 2011). För återvunnen PVC gjordes ett undantag för användningen i ett antal produkter där koncentrationen inte får överstiga 0,1 vikt-%. Denna lagstiftning ska revideras.
I den europeiska PVC-branschens frivilliga åtagande VinylPlus ingår att man skulle fasa ut användningen av blystabilisatorer till slutet av 2015, vilket man också gjort. Användningen av bly i PVC är inte begränsad i dag men det pågår ett lagstiftningsarbete sedan 2015. I slutet av 2019 presenterade EU-kommissionen ett begränsningsförslag som innebar att återvunnen PVC skulle få innehålla högre halter. Förslaget röstades ned av Europaparlamentet och EU-kommissionen arbetar nu fram ett nytt förslag.
Vissa tennbaserade stabilisatorer får idag användas, men tillverkarna räknar med att de kommer fasas ut och att någonstans mellan 2022 och 2028 kommer krav att införas i kemikalielagstiftningen (Reachförordningen) som innebär att de ej får användas utan särskilt tillstånd.

### Mjukgörare
Skillnaderna är stora mellan olika ftalaters miljö- och hälsoeffekter. Det visar de omfattande riskbedömningar som gjorts inom EU. Därför skiljer man idag på ftalater med hög molekylvikt (större molekyler) som DINP DIDP och DPHP, och de med lägre molekylvikt som DEHP, DBP och BBP.
De högmolekylära ftalaterna, DINP och DIDP, är varken hälso- eller miljöfarliga och dagens användning innebär inte heller någon risk. DINP och DIDP är registrerade i enlighet med den europeiska kemikalielagstiftningen (REACH) och dataunderlaget överträffade minimikraven på grund av det omfattande faktamaterial som finns. På tio år har användningen av de högmolekylära ftalaterna gått från strax över 40 procent till dagens över 80 procent i Europa.
Ftalaterna DEHP, DBP och BBP (lägre molekylvikt) är bedömda som både hälso- och miljöfarliga. De är registrerade enligt REACH och finns på kandidatlistan. Sedan februari 2015 behövs det auktorisation för att använda dessa i produktionen av produkter inom EU. Lågmolekylära ftalater är förbjudna i leksaker eller kosmetika, vilket då också gäller produkter tillverkade utanför EU. Användningen av de lågmolekylära ftalaterna har sjunkit under de senaste tio åren, från strax under 40 procent till idag 10 procent, i Europa.

### Brand
I likhet med alla material skapar PVC-produkter rök och giftiga gaser när det brinner. I motsats till övriga volymplaster (PE, PP, PVC, PS) inom byggindustrin så ökar hård PVC brandskyddet jämfört med trämaterial. Orsaken till detta är det höga innehållet av klor som gör PVC till den mest brandresistenta av alla volymplaster. I en värdering av ett materials brandegenskaper måste man ta hänsyn till en rad olika faktorer såsom antändlighet, brännbarhet, avgiven värmeeffekt, flamspridning, rökutveckling, giftiga gaser och korrosion . 
PVC är svårantändligt. Den temperatur som krävs för att antända hård PVC är 150 grader högre än temperaturen som krävs för att antända trä. Motståndet mot antändning för vanlig mjuk PVC är lägre.
När ett material är antänt, är farorna som uppstår kopplade till materialets brännbarhet. De flesta hårda och mjuka PVC-material brinner inte själva utan att det tillförs värme från andra källor.
Värme frigörs när material brinner. Hur snabbt denna värme frigörs är avgörande för hur allvarlig en brand blir och hur snabbt den sprider sig. Hård PVC, trä och papper avger en jämförbar mängd värme vid förbränning, men värmeutvecklingshastigheten är lägre för PVC än för de flesta organiska material.
I motsats till de flesta andra volymplasterna, droppar det inte från PVC när materialet brinner. I stället utvecklas det en förkolnad massa som hindrar flamspridning.
Hur mycket rök som utvecklas när ett material brinner är viktigt eftersom stora rökmängder kan göra det svårt att se utrymningsvägar vid bränder. Rök utvecklas vid ofullständig förbränning av ett brinnande material. Det är i hög grad förbränningsintensiteten och syretillförseln som avgör vilken slags rök som uppstår och hur den sprider sig. Under förutsättning att det inte bildas flammor avger PVC-produkter samma koncentration av rök som brinnande trä. Vid flamutveckling utvecklar PVC däremot en större mängd rök som också är mörk och tät.
Alla organiska material, oavsett om de är naturliga eller syntetiska, ger ifrån sig giftiga gaser vid förbränning. De viktigaste gaserna som kommer från PVC vid förbränning är koloxid, koldioxid, väteklorid och vatten. Klorgas utvecklas aldrig från PVC-bränder. När forskare granskat förbränningsgaser från PVC har de kommit fram till att gaserna inte är väsentligt mer giftiga än förbränningsgaser från andra byggmaterial. 
När PVC brinner produceras det en gasblandning som innehåller klorväte. Klorväte bildar saltsyra i kontakt med vatten som är korrosiv. Emellertid kan också brandgaser från andra material i kombination med hög temperatur och fuktighet leda till korrosion. Det är därför nödvändigt med sanering efter alla bränder, oavsett vilka material som brunnit. En snabb sanering är nyckeln till att begränsa skadeverkningarna efter bränder, inte materialvalet. Vid alla bränder är det därför viktigt att snabbast möjligt starta sanering och behandling av metallytor för att förhindra korrosion .

### Nedbrytning
Nedbrytning av en polymer är en kemisk process som förändrar och förkortar molekylkedjorna. PVC har med väl vald receptuppbyggnad utmärkt beständighet och lång livslängd såväl i inomhusmiljö som vid exponering för väder och vind men kan som alla polymera material degraderas när den utsätts för mekaniska eller kemiska påkänningar och vädrets makter. Detta resulterar i försprödning av ytskiktet och mikrosprickor som kan förorsaka så kallad mikroplast och spridas i miljön.
PVC används inte till engångsprodukter och knappast heller i kortlivade produkter  och bidrar på så sätt mycket sparsamt till spridning av plastavfall i naturen.
Vid nedbrytning av PVC-kedjan kan det inte återbildas vinylkloridmonomer och heller inte frigöras klorgas men klorväte (HCl) bildas när PVC-molekylen degenereras.

### Dioxiner
Dioxiner är en stor grupp klorhaltiga organiska miljögifter. De är bland de giftigaste ämnena man känner till och cancerframkallande. Dioxiner bildas oavsiktligt vid förbränning och i industriprocesser där klor finns närvarande. De kan också bildas vid förbränning av avfall inom el- och fjärrvärmeproduktion. Utsläppen av dioxiner från kontrollerad förbränning går att förhindra genom en effektiv rökgasrening. De totala utsläppen av dioxiner anges oftast i form av dioxinekvivalenter (TEQ: toxic equivalents). TEQ-systemet används för att vikta giftigheten hos dioxiner och furaner. 
De aggregerade utsläppen av dioxiner har minskat med två tredjedelar sedan 1990 på grund av att reningen av rökgaser inom industrin har förbättrats. Hus- och bilbränder samt förbränning av fast biomassa för energiproduktion är idag de största källorna i Sverige. 
Forskning har visat vilka faktorer som är avgörande för bildning av dioxin vid förbränning. Den enskilt viktigaste faktorn är temperaturen på förbränningsgaserna. Syrehalten spelar också stor roll, men inte klorinnehållet. Studier visar att om man skulle ta bort PVC från avfallet skulle det inte nämnvärt minska mängden dioxiner som släpps ut . När PVC tillverkas kan mycket små mängder dioxin bildas i ett av processtegen. Tillverkningen är väl kontrollerad och lyder under strikta lagar och regler för bland annat industriutsläpp och avfallshantering. Utsläppen av dioxiner från tillverkningen av PVC har reducerats kraftigt under de senaste 25 åren. Idag står PVC-tillverkningen för mindre än 0,1 procent av de totala utsläppen från mänsklig aktivitet.

## Hållbarhet
Vid FN:s toppmöte den 25 september 2015 antog världens stats- och regeringschefer en handlingsplan för att hantera de globala utmaningarna under de kommande 15 åren. Handlingsplanen heter Agenda 2030 och består av 17 globala hållbarhetsmål och 169 delmål. Världens länder har därmed lovat att arbeta för att nå dessa mål senast år 2030 och på så vis leda världen mot en hållbar och rättvis framtid. Agendans syfte är att utrota fattigdom och hunger, rädda vår planets ekosystem och hejda klimatförändringarna och säkerställa att alla människor på jorden kan leva drägliga, jämställda och trygga liv.
Begreppet hållbar utveckling innebär att utvecklingen ska vara både ekonomiskt, socialt och miljömässigt hållbar. 

### Industrins initiativ
“VinylPlus 2030” är PVC-branschens bidrag till de globala hållbarhetsmålen. Det innehåller ett långsiktigt ramverk för hållbarhetsarbetet för hela PVC-värdekedjan. Det handlar både om att förbättra hållbarheten för PVC-produkterna och att produkterna bidrar till ett hållbart samhälle. 
PVC-branschen åtagande VinylPlus har godkänts av FN som ett partnerskap för hållbarhetsmålen. VinylPlus finns registrerade på FN:s digitala plattform och samverkar där med de andra registrerade initiativen genom att dela kunskap och expertis. 
Åtagandet VinylPlus 2030 har utvecklats genom en bred och öppen förankringsprocess i samråd med intressenterna. Tre ”färdvägar” och tolv ”åtgärdsområden” har identifierats: 
- Cirkulär ekonomi
- Koldioxidneutralitet och miljöavtryck
- Bygga koalitioner och partnerskap för att uppnå de globala hållbarhetsmålen

### Cirkularitet
PVC-branschen har i sitt frivilliga åtagande VinylPlus satt upp som mål till år 2025 att minst 900 000 ton PVC skall återvinnas per år i Europa och till år 2030 skall minst 1 miljon ton återvinnas. Som återvinning räknas inte energi-återvinning eller generering av bränsle. 
År 2021 återvanns nästan 811 000 ton PVC. 64 % av detta var produktionsspill (“pre-consumer") och 36 % var avfall av använda produkter (“post-consumer”). Detta utgör ca 27 % av  det totalt genererade PVC-avfallet. 
Inom ramen för VinylPlus har sedan starten år 2000 nu 7,3 miljoner ton PVC-produkter återvunnits. 

### Koldioxidbelastning
Enligt VinylPlus har de återvunna ca 811 000 tonnen PVC sparat ca 1,6 miljoner ton utsläppt koldioxid. Parallellt med detta anges PVC-tillverkarna ha minskat sina koldioxid-utsläpp med ca 14 % och sin energikonsumtion med ca 10 % i tidsperioden 2008-2015. 

### Förnybar råvara
Ökad efterfrågan och intensifierad utveckling de senaste åren har börjat ge tillgång till PVC-additiv och PVC-kompound som inte är baserade på fossil råvara. Även PVC-råvara, som är fossilfri bio-attribuerad eller fossilfri cirkulär-attribuerad, finns numera tillgänglig på marknaden, om än i begränsad mängd. 

## Kritik och nackdelar
Kritik mot PVC består dels av generell kritik mot plast, dels av specifik kritik mot PVC. Det som särskiljer PVC från andra plaster såsom PE är att den innehåller klor. Kloret är fast bundet men frigörs som klorväte vid förbränning, vilket omvandlas till saltsyra vid kontakt med vatten. Ytterligare problem kan orsakas av mjukgörare och andra tillsatta ämnen. Dessa kan långsamt lämna plasten och några av dessa förekommande ämnen misstänks vara hälsofarliga eller miljöskadliga. Till exempel har några av ftalaterna visats ha reproduktionsstörande påverkan i djurförsök.  En stor mängd skadliga ämnen bildas vid förbränning, liksom vid förbränning av de flesta brännbara ämnen.